# Engelman
Engelman je priimek v Sloveniji, ki ga je po podatkih Statističnega urada Republike Slovenije na dan 1. januarja 2010 uporabljalo 49 oseb in je med vsemi priimki po pogostosti uporabe uvrščen na 7.632. mesto.

## Znani nosilci priimka
- Andrej Engelman (*1955), ekomomist, politik (državni sekretar uza finance)
- Leon Engelman (1841—1862), pisatelj in pesnik
- Leon Engelman (*1930), pianist in pedagog
- Mira Engelman (1881—1970), učiteljica, narodna delavka, predavateljica, urednica šolskega programa Radia Ljubljana
- Miran Engelman (1915—1993), inženir, protifašist iz Trsta, ki ga je 1947 ugrabila OZNA
- Nadja Engelman, agronomka, urednica
- Vinko Engelman (1881—1918), učitel, narodni delavec